# Marcel Kleine
Marcel Kleine, auch Marcell Kleine, (* 9. Dezember 1884; † 1956) war ein deutscher Bildhauer. Er schuf vor allem Kleinplastiken aus Bronze und Porzellan sowie Reliefs und Porträtbüsten.

## Leben und Werk
Er wuchs als Sohn der Vergolderswitwe Anna Klein in der Weimarer Amalienstraße 17 bis 1934 unweit der Großherzoglich-Sächsischen Kunstschule in Weimar auf, an der er sich zwischen 1907 und 1912 als Student für die dortige Bildhauerklasse einschrieb.
Vom 1. März 1907 bis zum 1. April 1908 nahm er als Hospitant unter Leitung von Ludwig von Hofmann und Sascha Schneider, wo er in der Aktzeichenklasse war, am Abendakt sowie an Vorlesungen teil. Er war Schüler von Arno Zauche und Gottlieb Elster, 1909 wurde Kleine in die Naturklasse bei Gütt aufgenommen.
1920 beteiligte sich Marcel Kleine an einer Petition des vom Gemeindevorstand Weimars erlassenen Preisausschreiben über Entwürfe zum künstlerischen Abschluss des dortigen Ehrenfriedhofes. „Die Petition entspricht nicht den von den wichtigsten Künstlerverbänden angestrebten Zielen für Wettbewerbe“.
Sein Atelier befand sich in der Weimarer Bernhardstraße, ab 1937 in der Kirchbachstraße 2.
Über seinen genauen Sterbeort und Sterbetag ist nichts bekannt.

## Werke

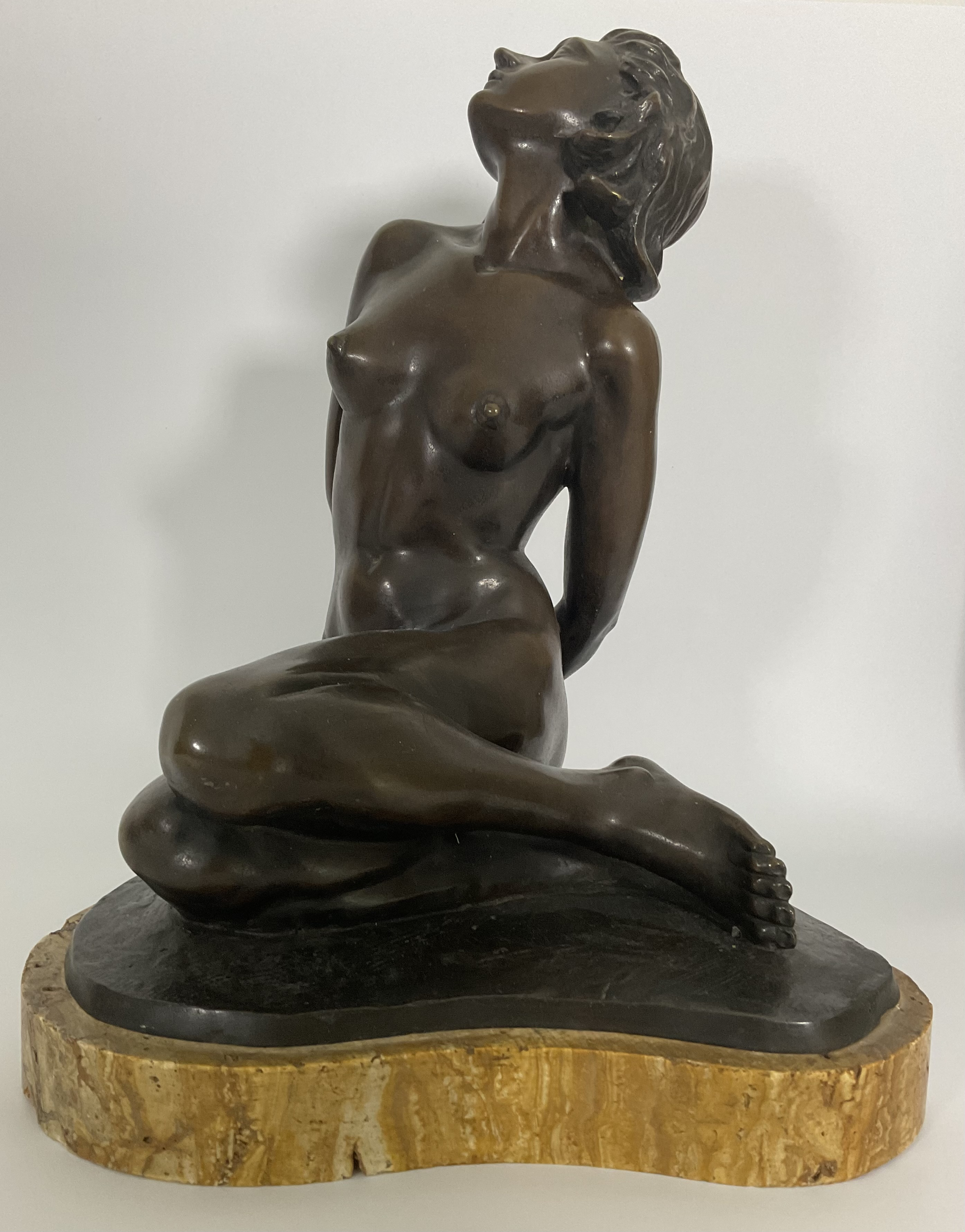
Hockender Mädchenakt

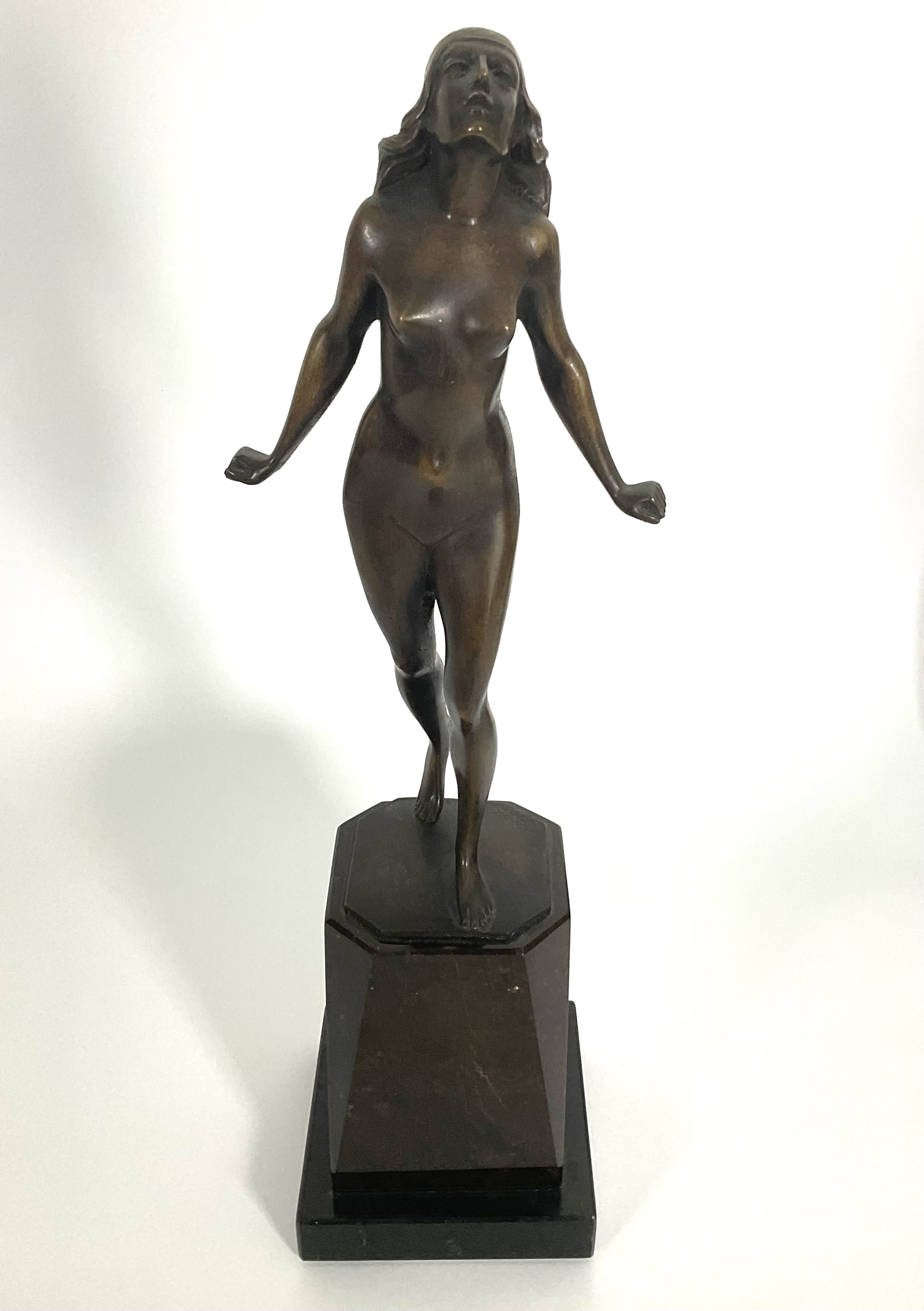
Bronze, stehender Mädchenakt

- Portraitbüste des Kunstmalers Paul Witterstätter 1933[9]
- Rita Sacchetto, Marmorbüste[10]
- Flötenspieler, Statuette aus Porzellan 1943[11]
- Sandalenbinder, Statue aus Bronze 1937[12]
- Hockender Mädchenakt, Bronze
- Stehender Mädchenakt, Bronze
- Trinkende, Statuette aus Porzellan, 1942[13]
- Jüngling mit abgebrochener Rose 1928[14]
- Sandalenbinder, 1922[15]
- Mädchenakt, Material: Bronze patiniert, Serpentinstein

## Ausstellungen
- Große Deutsche Kunstausstellung 1937 im Haus der Deutschen Kunst zu München, 18. Juli bis 31. Oktober 1937
  - Sandalenbinder, Marcel Kleine Weimar (Bronze), Saal 36[12]
- Große Deutsche Kunstausstellung 1942 im Haus der Deutschen Kunst zu München, Juli bis auf weiteres
  - Trinkende (Porzellan), Marcel Kleine Weimar, Saal 29[13]
- Große Deutsche Kunstausstellung 1943 im Haus der Deutschen Kunst zu München, Juni bis auf weiteres
  - Flötenspieler (Porzellan), Marcel Kleine Weimar, Saal 29[11]
- Kunstverein Coburg, Ausstellung August 1929[16]
- Kunstverein Coburg, Ausstellung August 1928[14]
- 7. Thüringer Kunstausstellung Weimar, Juli–August 1922[15]

## Mitgliedschaften und Vereine
- Künstlerbund Thüringen[2][17]
- Reichswirtschaftsverband Bildender Künstler[2]
- Verein bildender Künstler Thüringen[2]